# Chouchouté par l'ange d'à côté
Chouchouté par l'ange d'à côté (お隣の天使様にいつの間にか駄目人間にされていた件, Otonari no tenshi-sama ni itsu no ma ni ka dame ningen ni sareteita ken, litt. « L'incident où l'ange d'à côté a soudainement fait de moi une personne inutile. ») est une série de light novel japonaise écrite par Saekisan et illustrée par Hanekoto. Après une publication en ligne sur le site de Shōsetsuka ni narō, la série est éditée par SB Creative à partir de juin 2019. Une adaptation de la série en manga dessinée par Wan Shibata et composée par Suzu Yūki est prépubliée sur le site Manga UP! de Square Enix depuis janvier 2022. Une adaptation en série d'animation produite par le studio Project No.9 est diffusée entre janvier et mars 2023. Une deuxième saison de la série animée a été confirmée par Hanekoto le 8 octobre 2023.

## Synopsis
Amane vit seul dans un appartement et Mahiru, la plus belle fille de l'école, habite juste à côté. Bien qu'ils soient dans la même classe, ils ne se sont presque jamais parlé. Cela change finalement lorsque, par un jour de pluie, il lui prête son parapluie. La journée suivante, Amane tombe malade à cause de cet évènement et Mahiru décide de le remercier pour avoir donné son parapluie la journée d'avant en prenant soin de lui. Ceci commence alors entre eux une relation qui les rapprochera progressivement.

## Personnages
Amane Fujimiya (藤宮周, Fujimiya Amane)
Voix japonaise : Taito Ban
Le personnage principal de la série, qui vit seul dans un appartement. Comme il manque d'organisation, il mange souvent à l'extérieur ou achète de la nourriture au supermarché.
Mahiru Shiina (椎名真昼, Shiina Mahiru)
Voix japonaise : Manaka Iwami
L'héroïne de l'histoire, voisine directe d'Amane. Elle est très populaire à l'école grâce à sa beauté et à ses compétences athlétiques et académiques ; elle est surnommée « l'ange ». Son nom, Mahiru (litt. « midi »), correspond à la période au milieu des noms de ses deux parents, son père s'appelant Asahi (litt. « soleil du matin »), et sa mère Sayo (litt. « petite nuit »).
Itsuki Akasawa (赤澤樹, Akasawa Itsuki)
Voix japonaise : Taku Yashiro
Un ami et camarade de classe d'Amane.
Chitose Shirakawa (白河千歳, Shirakawa Chitose)
Voix japonaise : Haruka Shiraishi
Une autre camarade de classe d'Amane, petite amie d'Itsuki.

## Light novel
La série de light novel paraît initialement sur le site Web Shōsetsuka ni narō à partir de décembre 2018. SB Creative acquiert ensuite les droits de la série en juin 2019 et onze volumes sont parus au 15 mars 2025 sous le label GA Bunko.
Hanekoto remplace Hazano Kazutake en tant qu'illustrateur à partir du volume 2.

### Liste des volumes
| no   | Japonais          | Japonais                                              |
| no   | Date de sortie    | ISBN                                                  |
| ---- | ----------------- | ----------------------------------------------------- |
| 1    | 15 juin 2019      | 978-4-8156-0248-2                                     |
| 2    | 14 avril 2020     | 978-4-8156-0327-4                                     |
| 3    | 11 septembre 2020 | 978-4-8156-0741-8                                     |
| 4    | 12 mars 2021      | 978-4-8156-0827-9 978-4-8156-0826-2                   |
| 5    | 14 juillet 2021   | 978-4-8156-1169-9                                     |
| 5.5  | 14 janvier 2022   | 978-4-8156-1199-6 978-4-8156-1291-7                   |
| 6    | 16 mai 2022       | 978-4-8156-1200-9 978-4-8156-1344-0                   |
| 7    | 14 septembre 2022 | 978-4-8156-1201-6 978-4-8156-1530-7                   |
| 8    | 14 janvier 2023   | 978-4-8156-1596-3                                     |
| 8.5  | 15 septembre 2023 | 978-4-8156-2176-6                                     |
| 9    | 15 mars 2024      | 978-4-8156-2399-9 978-4-8156-2398-2 978-4-8156-2475-0 |
| 10   | 14 septembre 2024 | 978-4-8156-2664-8 978-4-8156-2701-0                   |
| 11   | 15 mars 2025      | 978-4-8156-2805-5 978-4-8156-2909-0 978-4-8156-2910-6 |
| 11.5 | 13 septembre 2025 | 978-4-8156-3599-2 978-4-8156-3598-5                   |

## Manga
Une adaptation en manga est annoncée le 18 novembre 2019. La série, dessinée par Wan Shibata et composée par Suzu Yūki, commence sa prépublication dans le magazine manga en ligne Manga UP! de Square Enix le 6 janvier 2022,. Au 7 mars 2025, ses chapitres ont été rassemblés en cinq volumes tankōbon.

### Liste des volumes
| no | Japonais        | Japonais                            |
| no | Date de sortie  | ISBN                                |
| -- | --------------- | ----------------------------------- |
| 1  | 7 juillet 2022  | 978-4-7575-8016-9                   |
| 2  | 7 décembre 2022 | 978-4-7575-8296-5                   |
| 3  | 7 décembre 2023 | 978-4-7575-8948-3                   |
| 4  | 6 août 2024     | 978-4-7575-9342-8                   |
| 5  | 7 mars 2025     | 978-4-7575-9644-3 978-4-7575-9645-0 |

## Anime
Une adaptation en série d'animation est annoncée le 4 janvier 2022. Elle est produite par le studio Project No.9 et réalisée par Lihua Wang, avec une supervision par Kenichi Imaizumi, des scripts écrits par Keiichirō Ōchi, une conception des personnages par Takayuki Noguchi et une musique composée par Moe Hyūga. Le premier épisode de la série est diffusé entre le 7 janvier et le 25 mars 2023 sur Tokyo MX et plusieurs autres chaînes de télévision japonaises. La chanson thème d'ouverture intitulée Gift (ギフト, Gifuto) est interprétée par Masayoshi Ōishi, tandis que la chanson thème de fin est une reprise de Chiisana koi no uta (小さな恋のうた) de Mongol800 interprétée par Manaka Iwami,. Crunchyroll diffuse la série à l'international sur sa plateforme de vidéo à la demande.

### Liste des épisodes
| No | Titre français                          | Titre japonais                                 | Titre japonais                                                      | Date de 1re diffusion |
| No | Titre français                          | Kanji                                          | Rōmaji                                                              | Date de 1re diffusion |
| -- | --------------------------------------- | ---------------------------------------------- | ------------------------------------------------------------------- | --------------------- |
| 1  | Rencontre avec l'ange                   | 天使様との出会い                               | Tenshi-sama to no deai                                              | 7 janvier 2023        |
| 2  | Un dîner avec l'ange                    | 天使様と夕食                                   | Tenshi-sama to yūshoku                                              | 14 janvier 2023       |
| 3  | Une récompense pour l'Ange              | 天使様へのご褒美                               | Tenshi-sama e no gohōbi                                             | 21 janvier 2023       |
| 4  | Un Ange à Noël                          | クリスマスの天使様                             | Kurisumasu no tenshi-sama                                           | 28 janvier 2023       |
| 5  | Visite au temple avec l'Ange            | 天使様と初詣                                   | Tenshi-sama to hatsumōde                                            | 4 février 2023        |
| 6  | Un cadeau offert par l'Ange             | 天使様の贈り物                                 | Tenshi-sama no okurimono                                            | 11 février 2023       |
| 7  | Une promesse avec l'Ange                | 天使様との約束                                 | Tenshi-sama to no yakusoku                                          | 18 février 2023       |
| 8  | Une nouvelle année scolaire avec l'Ange | 新学期の天使様                                 | Shin gakki no tenshi-sama                                           | 25 février 2023       |
| 9  | Une sortie avec l'Ange                  | 天使様とお出かけ                               | Tenshi-sama to odekake                                              | 4 mars 2023           |
| 10 | L'Ange dans mon rêve                    | 夢の中の天使様                                 | Yume no naka no tenshi-sama                                         | 11 mars 2023          |
| 11 | Chouchouté par l'Ange d'à côté          | お隣の天使様にいつの間にか駄目人間にされていた | Otonari no tenshi-sama ni itsu no ma ni ka dame ningen ni sareteita | 18 mars 2023          |
| 12 | Prendre son courage à deux mains        | 臆病だった自分にさようならを                   | Okubyō datta jibun ni sayōnara o                                    | 25 mars 2023          |

## Accueil
Le roman léger se classe dixième dans le guide annuel des light novels de Takarajimasha, Kono light novel ga sugoi! dans la catégorie bunkobon, et sixième au classement général parmi les autres nouvelles séries en 2020. Cent mille exemplaires de la série ont été vendus en avril 2020.
D'après Oricon, au cours de la première semaine après sa sortie, le cinquième volume se vend à 19 791 exemplaires au Japon, ce qui le place au premier rang du classement Oricon Weekly Light Novel.